# Axel Gustaf Broberger
Axel Ehrenreich Gustaf Broberger, född 10 oktober 1772 i Tribsees, Svenska Pommern, död 22 augusti 1846 i Stockholm, var en svensk militär.
Axel Gustaf Broberger var son till major Johan Fredrik Broberg och Elisabet Augusta von Dechou. Han blev volontär vid karelska dragonerna 1779, korpral där 1782, kornett 1787, transporterades till livgardet till häst 1792, blev löjtnant där 1795 och ryttmästare 1800. Broberger blev premiärryttmästare 1804 och adlades 1806 tillsammans med sin bror Carl och introducerades 1809 på riddarhuset på ätt 2192. Han blev överadjutant och överstelöjtnant i armén 1809, major vid livgardet 1810, andre major där 1820 och överste i armén 1814. Broberger blev förste major vid livgardet 1817, överstelöjtnant där 1818, generaladjutant samma år och generalmajor i armén 1821. Han var 1818–1822 tillförordnad och 1822 ordinarie sekundchef vid livgardet till häst. Broberger var från 1822 chef för 1. kavalleribrigaden och förste adjutant hos kungen.
Han deltog i Gustav III:s ryska krig, Pommerska kriget 1805–1807 och vid striderna i Finland 1808 under Finska kriget.
Axel Gustaf Broberger blev riddare av Svärdsorden 1802, kommendör av Svärdsorden 1820 samt kommendör med stort kors av Svärdsorden 1833.